# 上杉年一
上杉 年一（うえすぎ としかず、1922年1月6日 - 2002年3月8日）は、日本の経営者、工学博士。山陽特殊製鋼社長を務めた。兵庫県姫路市仁豊野出身。父は上杉源蔵（元 福徳相互銀行）。

## 経歴
桃李小学校(現 姫路市立砥堀小学校)、旧制姫路中学（現：兵庫県立姫路西高校）卒業。1945年に東京帝国大学工学部冶金工学科を卒業し、1949年5月に山陽特殊製鋼に入社。1959年5月に取締役に就任し、1961年5月に常務、1974年12月に専務を経て、1981年2月に副社長に就任し、1986年6月には社長に昇格。1989年6月に取締役相談役に就任し、1992年6月に相談役に就任。
常務時代に、山陽特殊製鋼倒産事件が起こる。ほとんどの役員が解任される中、技術者であったため管財人より会社に残るよう指示され会社再建に尽力、後に社長になった。『華麗なる一族』の万俵鉄平や一之瀬工場長のモデルの一人である。
1983年4月に藍綬褒章を受章し、1992年4月に勲三等瑞宝章を受章。
2002年3月8日呼吸不全のために死去。80歳没。